# Champ tensoriel
En mathématiques, en physique et en ingénierie, un champ tensoriel est un concept très général de quantité géométrique variable. Il est utilisé en géométrie différentielle et dans la théorie des variétés, en géométrie algébrique, en relativité générale, dans l'analyse des contraintes et de la déformation dans les matériaux, et en de nombreuses applications dans les sciences physiques et dans le génie. C'est une généralisation de l'idée de champ vectoriel, lui-même conçu comme un « vecteur qui varie de point en point », à celle, plus riche, de « tenseur qui varie de point en point ».
Il devrait être noté que plusieurs structures mathématiques appelées familièrement « tenseurs » sont en fait des champs tensoriels, qui associent un tenseur à chaque point du domaine. Voir l'article tenseur pour une introduction élémentaire aux tenseurs. On retrouvera dans les champs de tenseurs les notions de degré de covariance ou de contravariance qui indiquent la façon dont le tenseur se comporte lors d'un changement de base.
L'intuition géométrique pour un champ vectoriel est d'une « flèche attachée à chaque point de la région », à longueur et direction variables. L'image mentale d'un champ vectoriel sur un espace courbe peut s'appuyer sur l'exemple d'une carte météorologique montrant la vélocité horizontale du vent, à chaque point de la surface de la Terre.
La notion générale du champ tensoriel est définie sur les variétés, espaces courbes de dimension quelconque généralisant les surfaces. Il s'agit à la fois un objet au contenu sophistiqué - il permet par exemple de donner corps à l'idée d'une ellipse ou d'un produit scalaire non pas fixes mais variables et attachés au point courant - et d'une quantité qui est définie de façon intrinsèque, indépendamment notamment du paramétrage ou des choix de coordonnées utilisés pour décrire le domaine de définition. Dans l'exemple du globe terrestre, le champ peut s'exprimer en recourant à  la latitude et la longitude, ou à différents types de projection cartographique, mais doit cependant pouvoir être défini indépendamment de ces outils de calcul.
Le champ de tenseurs forme alors un concept de base de la géométrie différentielle, permettant d'étendre de nombreux outils d'algèbre linéaire ou multilinéaire, puis de donner le cadre nécessaire pour effectuer de l'analyse sur les variétés. Parmi les tenseurs importants en mathématiques, citons les formes différentielles, les métriques riemanniennes ou les tenseurs de courbure.

## Définitions
Dans toutes les formules explicites il sera fait usage de la convention de sommation d'Einstein : si un indice est répété, il faut comprendre qu'un symbole de sommation sur cet indice a été sous-entendu.

### Sur un domaine ouvert de l'espace euclidien
Sur un ouvert U de l'espace euclidien {\displaystyle {\mathbb {R} }^{n}}, un champ tensoriel de type (p,q)
est une application de U dans l'espace vectoriel des tenseurs de ce type, supposée suffisamment régulière (on demande en général {\displaystyle {\cal {C}}^{\infty }}). On peut aussi le voir comme un tenseur dont les composantes sont des fonctions de la position dans le domaine U. Les opérations usuelles telles que produit tensoriel ou contraction peuvent être étendues puisque tout calcul se fait composante par composante dans la base de référence.
Un changement de bases global se fait à l'aide de la matrice de passage A et de son inverse (en fonction de la variance ou de la contravariance), exactement comme pour les tenseurs ordinaires :
{\displaystyle {(T')^{k_{1},\dots k_{p}}}_{\ell _{1}\dots \ell _{q}}(x)=\left(A^{-1}\right)_{i_{1}}^{k_{1}}\cdots \left(A^{-1}\right)_{i_{p}}^{k_{p}}\,\,{T^{i_{1},\ldots ,i_{p}}}_{j_{1},\ldots ,j_{q}}(x)\,\,A_{\ell _{1}}^{j_{1}}\cdots A_{\ell _{q}}^{j_{q}}\qquad A=P_{B\rightarrow B'}.}
Plus généralement, un changement de système de coordonnées (curvilignes) y=f(x) donne une formule analogue en prenant pour {\displaystyle A^{-1}} la matrice jacobienne de l'application f
{\displaystyle {(T')^{k_{1},\dots k_{p}}}_{\ell _{1}\dots \ell _{q}}(f(x))={(T')^{k_{1},\dots k_{p}}}_{\ell _{1}\dots \ell _{q}}(y)={\frac {\partial y_{k_{1}}}{\partial x_{i_{1}}}}(x)\cdots {\frac {\partial y_{k_{p}}}{\partial x_{i_{p}}}}(x)\,\,{T^{i_{1},\ldots ,i_{p}}}_{j_{1},\ldots ,j_{q}}(x)\,\,{\frac {\partial x_{j_{1}}}{\partial y_{\ell _{1}}}}(y)\cdots {\frac {\partial x_{j_{q}}}{\partial y_{\ell _{q}}}}(y).}
Formule qui jouera un rôle central pour passer au cadre des variétés et dans laquelle on note que seules les valeurs du tenseur et des dérivées des applications de coordonnées au point courant interviennent.

### Cadre général: sur une variété
Il existe plusieurs approches pour définir un champ de tenseurs. Une approche souvent utilisée en mathématiques, consiste à définir l'ensemble de tous les tenseurs à partir de celui des vecteurs et « covecteurs » par les opérations de l'algèbre multilinéaire. Formellement cela conduit à construire, à partir des fibrés tangent et cotangent les différents produits tensoriels ou l'algèbre extérieure qui forment eux-mêmes des fibrés. Les différents champs de tenseurs apparaissent alors comme des sections de ces fibrés : un tenseur d'ordre (p,q) est une section (sous-entendu {\displaystyle {\cal {C}}^{\infty }}) du produit tensoriel de p copies du fibré tangent et de q copies du fibré cotangent :
{\displaystyle \bigotimes ^{q}T^{\ast }M\otimes \bigotimes ^{p}TM}
On peut également définir un champ de tenseurs individuel T en en donnant des descriptions en composantes dans des cartes locales. Concrètement, sur un ouvert de carte {\displaystyle U\subset {\mathbb {R} }^{n}}, le tenseur se développe à l'aide des vecteurs et 1-formes de base
{\displaystyle T|_{U}(x)={T_{j_{1},\dots ,j_{q}}}^{i_{1},\dots ,i_{p}}(x)\,\,{\frac {\partial }{\partial x^{i_{1}}}}\otimes \dots \otimes {\frac {\partial }{\partial x^{i_{p}}}}\otimes {\mathrm {d} }x^{j_{q}}\otimes \dots \otimes {\mathrm {d} }x^{j_{1}}.}
Pour garantir le caractère intrinsèque de la définition, il faut s'assurer du type de transformation subie par les fonctions composantes lors des changements de cartes, qui doit être compatible avec les degrés d'invariance et contravariance. On retrouve la formule faisant apparaître les dérivées partielles de l'application de changement de cartes f (on sous-entend les points d'application ici)
{\displaystyle {(T')^{k_{1},\dots k_{p}}}_{\ell _{1}\dots \ell _{q}}={\frac {\partial y_{k_{1}}}{\partial x_{i_{1}}}}\cdots {\frac {\partial y_{k_{p}}}{\partial x_{i_{p}}}}\,\,{T^{i_{1},\ldots ,i_{p}}}_{j_{1},\ldots ,j_{q}}\,\,{\frac {\partial x_{j_{1}}}{\partial y_{\ell _{1}}}}\cdots {\frac {\partial x_{j_{q}}}{\partial y_{\ell _{q}}}}.}
Cette approche est assez systématique en physique, et en particulier en relativité générale, en mécanique générale et en mécanique des milieux continus, où c'est souvent l'expression des lois de transformation par changement de carte qui permet de constater que les objets introduits sont des tenseurs d'un certain type.

### Linéarité relativement aux fonctions et caractère tensoriel
Un certain nombre de constructions peuvent être proposées avec des champs de tenseurs qui conduisent à des objets bien définis sans être pour autant eux-mêmes des tenseurs. Concrètement, l'expression dans les cartes locales, même si elle est compatible avec le recollement, suit d'autres lois de transformation. C'est le cas par exemple des symboles de Christoffel en géométrie riemannienne. Mais il existe des critères pour identifier le caractère tensoriel sans revenir au calcul en composantes, basés sur une propriété de {\displaystyle {\cal {C}}^{\infty }(M)}-linéarité.
On observe en effet qu'on peut multiplier (points par point) un champ de vecteurs X ou un champ de covecteurs (formes linéaires) L par une fonction numérique {\displaystyle f\in {\cal {C}}^{\infty }(M)}. Il apparaît que les opérations {\displaystyle f\mapsto f.X,\,\,f\mapsto f.L} sont linéaires et compatibles avec le crochet de dualité :
{\displaystyle <L,f.X>|_{x}=L_{x}(f(x)X(x))=f(x).L_{x}(X(x))=<f.L,X>|_{x}}
En termes abstraits, cette linéarité montre que l'ensemble {\displaystyle \Gamma (TM)} des sections fibré tangent est un module sur l'anneau des fonctions {\displaystyle {\cal {C}}^{\infty }}. La même propriété est vraie pour les sections du fibré cotangent, mais {\displaystyle \Gamma (T^{\ast }M)} apparaît aussi comme le dual de {\displaystyle \Gamma (TM)}, l'ensemble des applications {\displaystyle f\in {\cal {C}}^{\infty }(M)}-linéaires sur {\displaystyle \Gamma (TM)} (et réciproquement). L'ensemble des champs tensoriels de type (p,q) s'obtient par produit tensoriel de ces modules.
{\displaystyle \Gamma \left(\bigotimes ^{q}T^{\ast }M\otimes \bigotimes ^{p}TM\right)\sim \bigotimes ^{q}\Gamma (T^{\ast }M)\otimes \bigotimes ^{p}\Gamma (TM)}
Ces considérations rendent possible une définition progressive des tenseurs à partir des fibrés tangents et cotangents : un champ de tenseurs d'ordre (p,q+1) s'identifie à une application {\displaystyle {\cal {C}}^{\infty }(M)}-linéaire qui à un champ de vecteurs associe un champ de  tenseurs d'ordre (p,q). Ou encore, une application q-linéaire (toujours au sens {\displaystyle {\cal {C}}^{\infty }(M)}) sur les champs de vecteurs à valeurs tensorielles d'ordre (p,0) donne un tenseur d'ordre (p,q)
 ,. Cela permet également de distinguer les constructions qui ont un caractère tensoriel, comme cela apparaîtra ci-dessous pour la dérivée covariante.

## Exemples
En mécanique des solides déformables, on relie le tenseur des contraintes au tenseur des déformations à l'aide de différentes lois de comportement. Ainsi, dans le cas d'un solide élastique, la loi de Hooke s'intéresse à un petit élément de matière subissant de petites déformations. La loi de déformation est linéaire et réversible quelle que soit la sollicitation, ce qui conduit à l'exprimer sous forme tensorielle, avec une contraction :
{\displaystyle [\sigma ]=[C]\colon [\varepsilon ],\qquad \sigma _{ij}=C_{ijkl}\;\varepsilon _{kl}}
où C est le tenseur des constantes élastiques.
En géométrie riemannienne, on munit la variété différentielle d'une métrique, c'est-à-dire un tenseur symétrique de type (0,2) qui définit sur chaque espace tangent un produit scalaire. Contracter un tenseur avec le tenseur métrique peut être utilisé pour passer d'une situation de covariance à contravariance ou inversement, ce qu'on présente couramment comme le fait de "monter ou descendre les indices" du tenseur. On définit également à partir du tenseur métrique le tenseur de courbure de Riemann qui décrit la géométrie de la variété.
La relativité générale utilise un cadre géométrique analogue à celui de la géométrie riemannienne, avec un tenseur métrique qui n'est plus défini positif. On peut relier le tenseur énergie-impulsion à la courbure de l'espace-temps.

## Calcul différentiel
Les équations différentielles sont un outil essentiel pour décrire l'évolution d'un système ou la déformation d'un objet mathématique. Il est nécessaire de pouvoir les formuler en termes de champs de tenseurs aussi bien en géométrique différentielle qu'en physique théorique ou en mécanique. Le contenu de telles relations ne fait pas intervenir que du calcul différentiel dans l'espace euclidien, mais engage nécessairement la géométrie de la variété. 
Pour une fonction numérique définie sur la variété, il existe des notions naturelles de dérivée directionnelle et de différentielle. En revanche, ce n'est plus le cas pour un champ de tenseurs T. En effet cela demanderait d'être capable de comparer les valeurs de T en deux points voisins, or ces valeurs appartiennent à deux fibres différentes entre lesquelles il n'y a pas d'isomorphisme canoniquement défini. Il existe différentes façons de surmonter cette difficulté, moyennant un choix d'information supplémentaire. Et si l'on cherche à dériver deux fois (ou plus) une fonction numérique, la question se pose également : ainsi la notion de hessienne d'une fonction n'est pas définie en général (sauf aux points critiques). 
Par ailleurs, le théorème de Schwarz de l'espace euclidien, phénomène de symétrie des dérivées secondes, ne s'étend pas à tout type de dérivation : il apparaît des termes liés à la commutation des dérivées.

### Transport par difféomorphismes et dérivée de Lie
Ainsi, lorsqu'on dispose d'un difféomorphisme, on peut « transporter » le tenseur par ce difféomorphisme par les mêmes formules que lors d'un changement de cartes. Cela définit les notions d'image réciproque (ou pullback) {\displaystyle \psi ^{\ast }T} et d'image directe (pushforward) {\displaystyle \psi _{\ast }T} qui permettent de comparer les valeurs de T aux points correspondants par ψ.
Pour généraliser on peut s'appuyer sur un champ de vecteurs X  : le flot associé donne un sous-groupe à un paramètre de difféomorphismes locaux. Il est dès lors possible de calculer la « dérivée de T le long du flot »
{\displaystyle {\mathcal {L}}_{X}T=\lim _{t=0}{\frac {{\psi }_{t}^{*}T-T}{t}}={\frac {\mathrm {d} }{\mathrm {d} t}}_{|_{t=0}}\psi _{t}^{*}T.}
qui porte le nom de dérivée de Lie de T selon X et constitue à son tour un tenseur, de même type que T . Dans une carte locale, cette dérivée s'exprime (pour un champ de tenseurs de type r,s) par une formule où apparaissent les valeurs et les dérivées de T mais aussi de X au point d'étude :
{\displaystyle {\begin{aligned}({\mathcal {L}}_{X}T)^{a_{1}\ldots a_{r}}{}_{b_{1}\ldots b_{s}}=&X^{c}(\partial _{c}T^{a_{1}\ldots a_{r}}{}_{b_{1}\ldots b_{s}})\\&-(\partial _{c}X^{a_{1}})T^{ca_{2}\ldots a_{r}}{}_{b_{1}\ldots b_{s}}-\ldots -(\partial _{c}X^{a_{r}})T^{a_{1}\ldots a_{r-1}c}{}_{b_{1}\ldots b_{s}}\\&+(\partial _{b_{1}}X^{c})T^{a_{1}\ldots a_{r}}{}_{cb_{2}\ldots b_{s}}+\ldots +(\partial _{b_{s}}X^{c})T^{a_{1}\ldots a_{r}}{}_{b_{1}\ldots b_{s-1}c}.\end{aligned}}}
Lorsqu'on effectue des dérivées de Lie successives, on voit apparaître un terme de commutation, lié au crochet de Lie
{\displaystyle {\cal {L}}_{X}\circ {\cal {L}}_{Y}-{\cal {L}}_{Y}\circ {\cal {L}}_{X}={\cal {L}}_{[X,Y]}.}

### Dérivée covariante, connexion
Les dérivées covariantes peuvent s'appliquer à un champ de tenseurs, ou de façon plus générale, à tout type de fibré vectoriel. On définit à nouveau une dérivée d'un tenseur selon un champ de vecteurs : {\displaystyle D_{X}:T\mapsto D_{X}T}, mais il y a une grande latitude de choix. Une telle dérivation peut être définie de façon axiomatique, en exigeant
- les propriétés algébriques attendues d'une dérivation : linéarité et règle de Leibniz
- un comportement tensoriel vis-à-vis des changements de coordonnées, d'où le nom de « covariante » relativement à V, ce qui peut aussi s'énoncer en demandant que la dépendance en V soit {\displaystyle {\cal {C}}^{\infty }(M)}-linéaire : {\displaystyle D_{fX}T=f.D_{X}T}.
Cette fois, le champ X n'intervient en fait que par sa valeur au point où se fait le calcul, mais le choix de dérivation effectué se manifeste en composantes par l'apparition de coefficients, les symboles de Christoffel 
définis par {\displaystyle \nabla _{e_{i}}e_{j}={\Gamma ^{k}}_{ji}e_{k}}.
L'expression générale de la dérivation, toujours pour un tenseur d'ordre (r,s), prend la forme suivante
{\displaystyle {\begin{aligned}(\nabla _{e_{m}}T)^{a_{1}\ldots a_{r}}{}_{b_{1}\ldots b_{s}}=&\partial _{m}T^{a_{1}\ldots a_{r}}{}_{b_{1}\ldots b_{s}}\\&+{\Gamma ^{a_{1}}}_{cm}T^{ca_{2}\ldots a_{r}}{}_{b_{1}\ldots b_{s}}+\ldots +{\Gamma ^{a_{r}}}_{cm}T^{a_{1}a_{2}\ldots c}{}_{b_{1}\ldots b_{s}}\\&-{\Gamma ^{c}}_{b_{1}m}T^{a_{1}a_{2}\ldots a_{r}}{}_{c\ldots b_{s}}-\ldots -{\Gamma ^{c}}_{b_{s}m}T^{a_{1}a_{2}\ldots a_{r}}{}_{b_{1}\ldots c}.\end{aligned}}}
Il existe des façons géométriques de formuler ce choix : la notion de transport parallèle pour les vecteurs, ou celle de choix d'un « fibré horizontal » transversal aux fibres. 
Le calcul de dérivées covariantes successives fait intervenir, outre le crochet de Lie, les tenseurs de torsion et de courbure
{\displaystyle T^{\nabla }(X,Y)=\nabla _{X}Y-\nabla _{Y}X-[X,Y],}
{\displaystyle R_{X,Y}^{\nabla }Z=\nabla _{X}\nabla _{Y}Z-\nabla _{Y}\nabla _{X}Z-\nabla _{[X,Y]}Z.}
En présence d'une structure géométrique additionnelle, il peut exister un choix de connexion naturellement associé. Si on dispose par exemple d'une métrique riemannienne, c'est la connexion de Levi-Civita qui joue ce rôle : elle respecte le tenseur métrique et est sans torsion. Ainsi sur une variété riemannienne, il existe un véritable calcul différentiel intrinsèque ou absolu sur les tenseurs, qui peut être mené à tout ordre de dérivation et dans lequel la courbure se manifeste.

### Cas des formes différentielles
Les formes différentielles de degré k s'identifient aux tenseurs antisymétriques de type (0,k). Dans ce cas particulier, contrairement aux tenseurs généraux il existe un opérateur de différentiation canoniquement défini, la dérivée extérieure.